# Кузубов Юрій Олександрович
Юрій Олександрович Кузубов (26 січня 1990, Сичовка, Смоленська область) — український шахіст російського походження, гросмейстер (2005).

Чемпіон України 2014 року.

Його рейтинг станом на січень 2025 року — 2597 (175-те місце у світі, 10-те — в Україні).

## Біографія
Народився на Смоленщині. З раннього дитинства проживав у Краматорську. Займався шахами під керівництвом Сергія Полянцева, Володимира Савона та Олександра Алексікова. Входив до шахового клубу імені А. Момота.
Посів перше місце в першості України до 12 років (2001, 2002), до 14 років (2003) і до 18 років (2006); 1 — 3 місце в шаховому турнірі «Юні Зірки Світу» (Кіріши, 2004), друге місце в першості світу серед юнаків (Іракліон, 2004). Два рази завоював друге місце у складі збірної України на Всесвітній дитячій олімпіаді (Куала-Лумпур, 2002) і (Денізлі, 2003).
2002 року переміг на міжнародному турнірі «Х Меморіал Чигоріна» (турнір «В») в Санкт-Петербурзі, в 2004 був першим у Гронінгені та Судаку. Поділив 1 — 2-е місця на турнірі Baden Challenge (Нойхаузен, 2007), 1 — 5-е місця з перемогою за додатковими показниками в Gurgaon Open GM в Індії (2009) 1 — 3-е місця з перемогою за підсумками плей-офф в організованому Сьюзен Полгар змаганні SPICE Cup (Лаббок, 2009).

### 2014
У лютому 2014 року Кузубов з результатом 6 очок з 9 можливих (+4-1=4) посів 18-е місце на престижному опен-турнірі Меморіал Д.Бронштейна, що проходив в Мінську.
У березні 2014 року з результатом 6½ очок з 11 можливих (+5-3=3) посів лише 60 місце на 15-му чемпіонаті Європи, що проходив в Єревані.
У квітні 2014 року, набравши 7 очок з 9 можливих (+5-0=4), Кузубов посів 3-є місце на турнірі «Dubai Open 2014», що проходив в Дубай.
У серпні 2014 року Юрій Кузубов з результатом 7 очок з 9 можливих (+6-1=2) став переможцем 21-го міжнародного турніру «Abu Dhabi Masters 2014», що проходив в Абу-Дабі.
У вересні 2014 року набравши 6 очок з 9 можливих (+4-1=4) посів 11 місце на турнірі «Baku Open 2014».
У листопаді 2014 року Юрій Кузубов набравши 7½ очок з 11 можливих (+5-1=5) став переможцем 83-го чемпіонату України, що проходив у Львові.

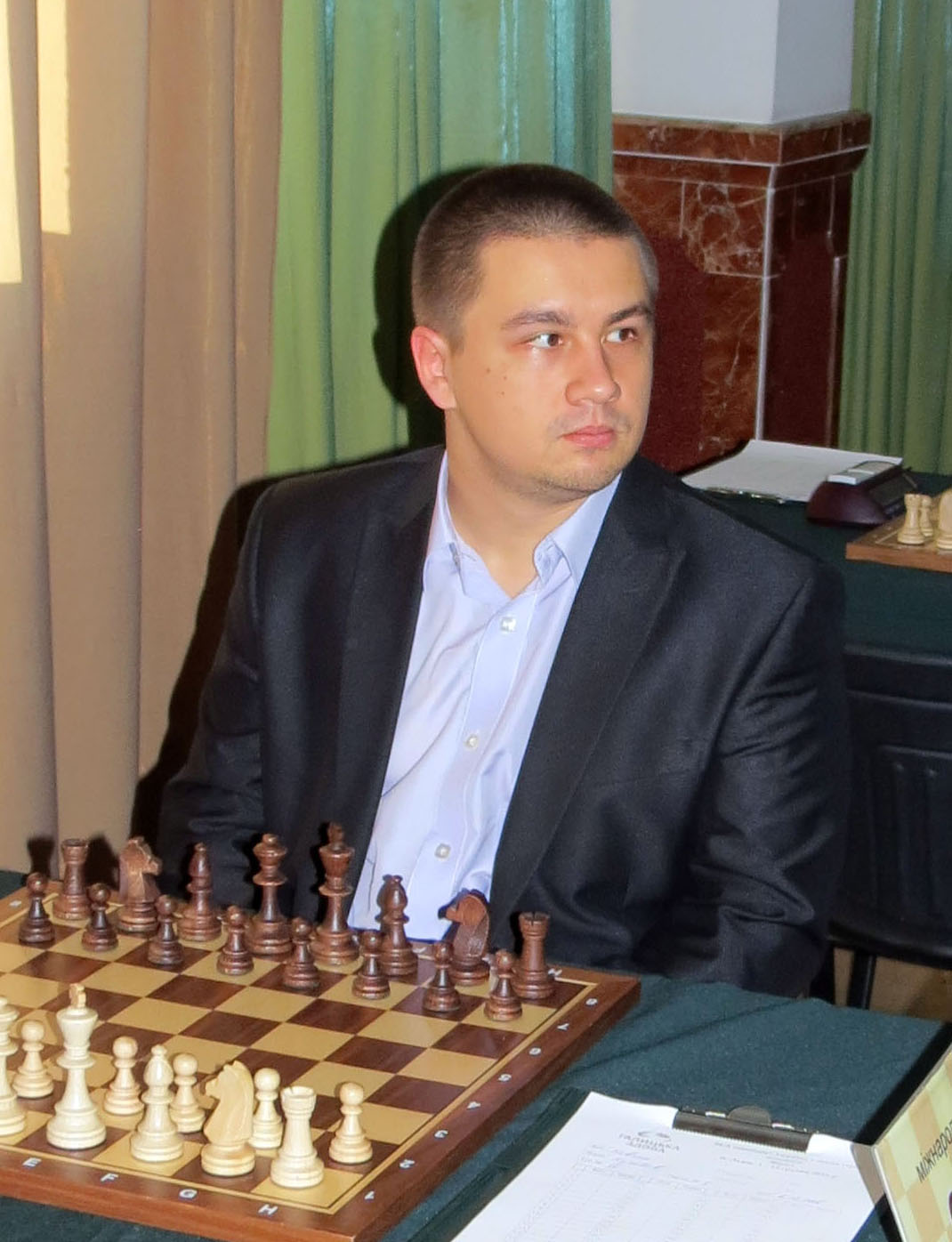
Юрій Кузубов, 4 тур чемпіонату України 2015 року

У грудні 2014 року з результатом 5 очок з 9 можливих (+4-3=2), посів лише 60 місце на турнірі «Qatar Masters Open 2014», а також набравши 6 очок з 9 можливих (+4-1=4) посів 13 місце на опен-турнірі, що проходив в Ель-Айр (ОАЕ)

### 2015
У березні 2015 року з результатом 6½ очок з 11 можливих (+3-1=7) посів 61 місце на чемпіонаті Європи, що проходив у Єрусалимі.
У квітні 2015 року, набравши 6 очок з 9 можливих (+5-2=2), Кузубов посів 25-е місце на турнірі «Dubai Open 2015», що проходив в Дубай.
У червні 2015 року з результатом 6½ очок з 9 можливих (+3-1=5) розділив 5-12 місця на турнірі «Open Iasi», що проходив в м.Ясси (Румунія) та з результатом 7½ очок з 9 можливих (+7-1=1) став переможцем турніру «Cesme Open Chess», що проходив в Ізмірі (Туреччина).
У липні 2015 року розділив 6-11 місця на турнірі «Кубок Нана Александрія 2015», що проходив у Поті. Його результат 6 очок з 9 можливих (+5-2=2)..
У серпні 2015 року набравши 5½ очок з 9 можливих (+5-3=1) розділив 19-31 місця на турнірі, що проходив в Абу-Дабі.
У грудні 2015 року з результатом 6 очок з 11 можливих (+4-3=4) посів 7-е місце на чемпіонаті України, що проходив у Львові. А також посів 30 місце на опен-турнірі «Al-Ain Classic», що проходив в Ель-Айні (ОАЕ), його результат 5½ з 9 очок (+5-3=1).

### 2016
У квітні 2016 року з результатом 6½ з 9 можливих очок (+6-2=1) посів 14-те місце на турнірі «Dubai Open 2016», що проходив в Дубай.
У травні 2016 року Юрій Кузубов посів 3-тє місце на турнірі «Nakhchivan Open 2016», що проходив у м. Нахічевань (Азербайджан). Набравши 6½ очок з 9 (+4-0=5), Юрій на ½ очка поступився переможцеві та другому призеру турніру Ельтаджу Сафарлі та Шахріяру Мамед'ярову відповідно..
У червні 2016 року з 6 очками з 9 (+4-1=4) розділив 13-22 місця на «3-му Портіччо опен» (Франція).
У липні 2016 року, набравши 8 очок з 10 можливих (+7-1=2), Кузубов посів 3-тє місце на 38-му опен-турнірі «VILLA DE BENASQUE», що проходив у Бенаске (Іспанія)..
У серпні 2016 року з результатом 6½ очок з 9 можливих (+4-0=5) розділив 10-22 місця на турнірі «23rd Abu Dhabi Int. Chess Festival Masters Tournament», що проходив в Абу-Дабі.
У грудні 2016 року, набравши 5½ очок з 11 можливих (+3-3=5), посів 8 місце в чемпіонаті України, що проходив у Рівному.

### 2017—2018
У червні 2017 року з результатом 7½ з 11 очок (+5-1=5) Кузубов розділив 15—38 місця (27-ме місце за додатковим показником) на індивідуальному чемпіонаті Європи з шахів, що проходив у Мінську.
У грудні 2018 року став срібним призером чемпіонату України з шахів, що проходив у Києві. Набравши 5 очок з 9 можливих (+2-1=6), Кузубов на ½ очка відстав від переможця турніру Антона Коробова.

### 2019—2020
У жовтні 2019 року Кузубов з результатом 6½ очок з 11 можливих (+4-2=5) посів 25-те місце на турнірі «Grand Swiss ФІДЕ 2019», що проходив на острові Мен.
У жовтні-листопаді 2019 року у складі збірної України завоював срібні нагороди на командному чемпіонаті Європи, що проходив у Батумі. Набравши 4 з 6 можливих очок (+2-0=4), Юрій посів 2-ге місце серед шахістів, які виступали на другій шахівниці/
У грудні 2019 року набравши 4 очки з 9 можливих (+1-2=6) посів 6 місце у чемпіонаті України, що проходив у Луцьку.
У січні 2020 року Юрій Кузубов став переможцем турніру зі швидких шахів «Меморіал Пауля Кереса», його результат — 9½ очок з 11 можливих (+8-0=3).
Станом на 27.05.2023 року Юрій Кузубов є у списку осіб, які не повернулися в Україну, порушивши  взяті зобов'язання щодо термінів повернення на територію України після закінчення спортивного заходу.

## Результати виступів у чемпіонатах України

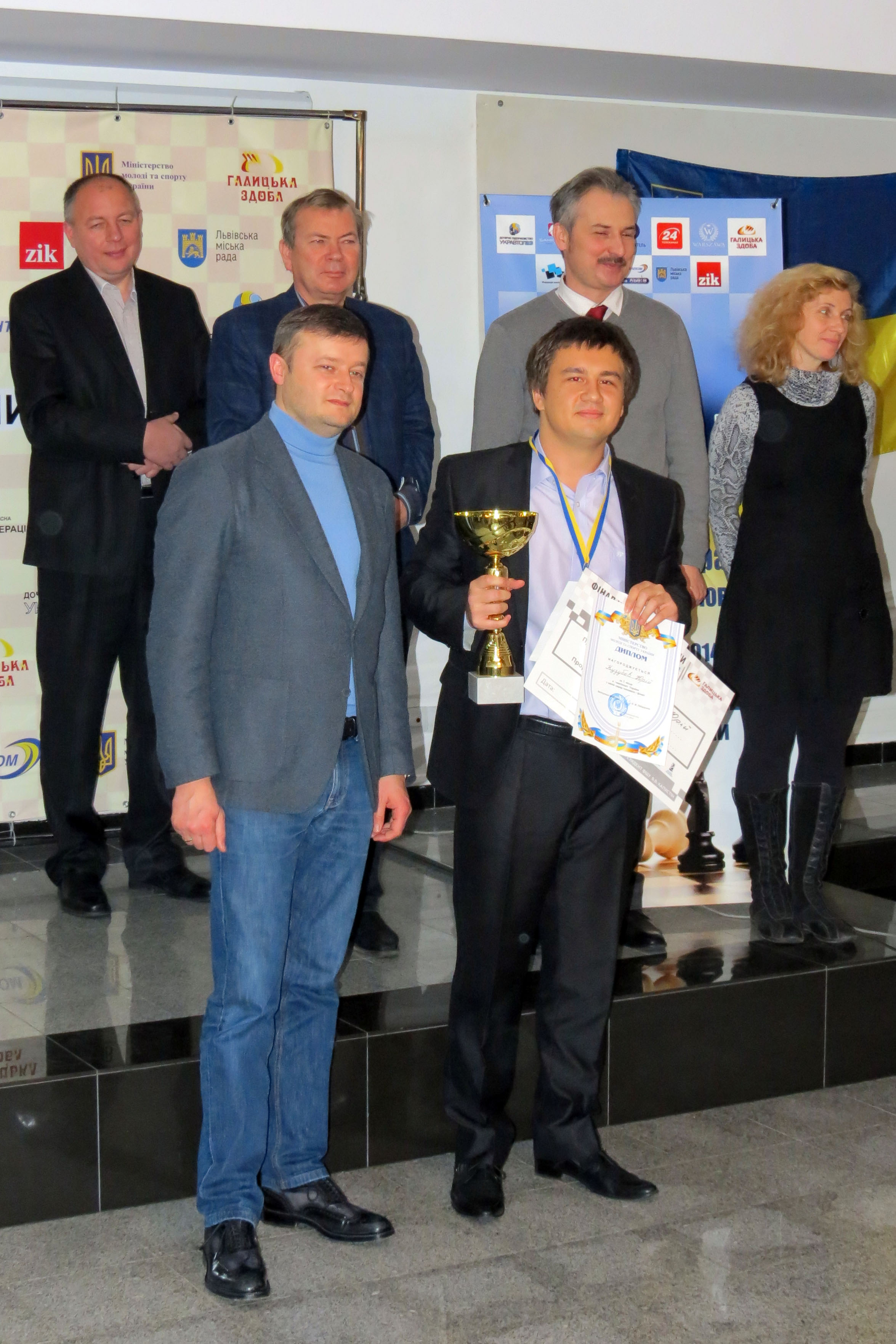
Юрій Кузубов — чемпіон України 2014 року

За період з 2003 по 2019 рік Юрій Кузубов зіграв у 14-ти фінальних турнірах чемпіонатів України, набравши при цьому 66 очок зі 125 можливих (+31-24=70).
| Рік  | Місто       | Турнір                 | + | − | = | Результат | Місце  |
| ---- | ----------- | ---------------------- | - | - | - | --------- | ------ |
| 2003 | Сімферополь | 72-й чемпіонат України | 3 | 1 | 5 | 5½ з 9    | 19     |
| 2004 | Харків      | 73-й чемпіонат України | 0 | 1 | 3 | 1½ з 4    | 9-16   |
| 2005 | Рівне       | 74-й чемпіонат України | 0 | 1 | 3 | 1½ з 4    | 9-16   |
| 2006 | Полтава     | 75-й чемпіонат України | 0 | 1 | 9 | 4½ з 10   | 4      |
| 2007 | Харків      | 76-й чемпіонат України | 3 | 0 | 6 | 6 з 9     | Bronze |
| 2008 | Полтава     | 77-й чемпіонат України | 3 | 1 | 5 | 5½ з 9    | 6      |
| 2012 | Київ        | 81-й чемпіонат України | 2 | 6 | 3 | 3½ з 11   | 12     |
| 2014 | Львів       | 83-й чемпіонат України | 5 | 1 | 5 | 7½ з 11   | Gold   |
| 2015 | Львів       | 84-й чемпіонат України | 4 | 3 | 4 | 6 з 11    | 7      |
| 2016 | Рівне       | 85-й чемпіонат України | 3 | 3 | 5 | 5½ з 11   | 8      |
| 2018 | Київ        | 87-й чемпіонат України | 2 | 1 | 6 | 5 з 9     | Silver |
| 2019 | Луцьк       | 88-й чемпіонат України | 1 | 2 | 6 | 4 з 9     | 6      |
| 2020 | Омельник    | 89-й чемпіонат України | 4 | 1 | 4 | 6 з 9     | Bronze |
| 2021 | Харків      | 90-й чемпіонат України | 1 | 2 | 6 | 4 з 9     | 7      |

## Статистика виступів у складі збірної України
За період 2005—2021 роки Юрій Кузубов зіграв за збірну України у 5-ти турнірах. В активі Юрія золото, срібло та бронза командних чемпіонатів Європи, а також одна індивідуальна срібна нагорода. 

Загалом у складі збірної України Юрій Кузубов зіграв 33 партії, у яких набрав 21 очко (+13=16-4), що становить 63,6 % від числа можливих очок.
| Рік  | Турнір           | Місто         | Збірна  | Шахівниця | Рейтинг | + | = | − | Результат | % очок | Турнірний рейтинг | Командне місце | Особисте місце |
| ---- | ---------------- | ------------- | ------- | --------- | ------- | - | - | - | --------- | ------ | ----------------- | -------------- | -------------- |
| 2005 | чемпіонат Європи | Гетеборг      | Україна | резерв    | 2735    | 3 | 1 | 1 | 3½ з 5    | 70,0   | 2629              | 5              | 4              |
| 2017 | чемпіонат Європи | Крит          | Україна | 4         | 2690    | 3 | 3 | 1 | 4½ з 7    | 64,3   | 2641              | Bronze         | 9              |
| 2019 | чемпіонат Європи | Батумі        | Україна | 2         | 2636    | 2 | 4 | 0 | 4 з 6     | 66,6   | 2767              | Silver         | Silver         |
| 2021 | чемпіонат Європи | Чатеж-об-Саві | Україна | 3         | 2637    | 0 | 6 | 0 | 3 з 6     | 50,0   | 2622              | Gold           | 14             |
| 2022 | шахова олімпіада | Ченнай        | Україна | 3         | 2642    | 5 | 2 | 2 | 6 з 9     | 66,7   | 2616              | 29             | 13             |